# Estación de Yémeda-Cardenete
Yémeda-Cardenete es un apeadero ferroviario clausurado situado en el municipio español Yémeda al sur de Cardenete en la provincia de Cuenca, comunidad autónoma de Castilla-La Mancha. Disponía de servicios de media distancia operados por Renfe hasta  el 8 de enero de 2021.

## Situación ferroviaria
La estación se encuentra en el punto kilométrico 213,1 de la línea férrea 310 de la red ferroviaria española que une Aranjuez con Valencia,  a 865 metros de altitud, entre las estaciones de La Gramedosa y Villora. El tramo es de vía única y está sin electrificar. Desde Arguisuelas es necesario superar seis túneles para llegar a Yémeda destacando entre ellos el del Sargal (731 metros de longitud).

## Historia
La estación fue inaugurada oficialmente el 25 de noviembre de 1947 bajo el mando de RENFE creada en 1941 con la nacionalización del ferrocarril en España. Sin embargo poco tenía que ver la nueva compañía estatal en una línea que se había gestado mucho antes y que la difícil orografía y la Guerra Civil se encargaron de retrasar. La infraestructura se enmarcó dentro de la línea Cuenca-Utiel que buscaba unir el trazado Madrid-Aranjuez-Cuenca con el Utiel-Valencia para crear lo que su época se conoció como el ferrocarril directo de Madrid a Valencia. Inicialmente adjudicada a la Constructora Bernal, las obras fueron finalmente iniciadas en 1926 por la empresa Cesaraugusta S.A. quien compró los derechos a la anterior. La Guerra Civil marcó la rescisión del contrato en 1936 y la apertura parcial de algunos tramos más con fines militares que civiles. Concluido el conflicto una nueva constructora llamada ABC remataría la obra incluyendo algunos viaductos especialmente complejos hasta la inauguración total por parte del general Franco el 25 de noviembre de 1947. El trazado entre las estaciones de La Gramedosa y Enguídanos fue el último en ser puesto en servicio el 26 de noviembre de 1947, justo un día después de la inauguración total de la línea Cuenca-Utiel.
Desde el 31 de diciembre de 2004 Renfe Operadora explota la línea mientras que Adif es la titular de las instalaciones ferroviarias.
Desde el 4 de marzo de 2023 se encuentra clausurada y dada de baja como dependencia de la línea.

## La estación
El edificio de viajeros, actualmente tapiado, sigue el modelo habitual de la época en el tramo Cuenca-Utiel, siendo su proyecto de obra atribuido a Secundino Zuazo hacia 1926. Por detrás del mismo hay un bloques de pisos correspondientes a un pequeño poblado ferroviario, así como viviendas adosadas, todas ellas en estado de ruina.
También aún son visibles un depósito elevado de agua para locomotoras a vapor y un almacén.
La estación está adaptada a usuarios con movilidad reducida. También se renovó la iluminación, instalando farolas LED alimentadas por placas solares. Por último se tapió la estación, en un intento de acondicionar el entorno. No obstante, la vía derivada y tres vías más de apartado fueron desconectadas de la principal, dejando la estación en simple apeadero. De los dos andenes solo uno es funcional. 
Existe un proyecto de rehabilitación de la estación que, no obstante, ha sido prácticamente cancelado.